# 학습자 특성
학습자 특성은 학습자들이 가지는 인지적, 정의적 특성들을 통틀어 이르는 말이다.

## 4가지 분류
학습자 특성을 유사점/차이점 그리고 고정적/변동적 요소에 따라 4가지로 분류할 수 있다.
교수설계에 있어서 대상 학습자를 파악하는 것은 중요하다. 학습자의 배경, 직무경험, 적성, 동기, 그리고 학습 및 인지양식 들을 분석함으로써 보다 학습자에게 최적화된 학습을 제공할 수 있기 때문이다.
학습자 특성의 4가지 분류 영역은 학습자들을 유사점/차이점 그리고 고정적/변동적 특성에 의해 분류한 것이다.
사람들 간의 상대적인 동일성에 의해 유사점과 차이점으로 나누었으며,
시간에 흐름에 따라 변화하는 특성인지 아니면 상대적으로 안정적인 특성인지에 따라 고정적과 변동적으로 나누었다.
아래의 표는 학습자 특성을 4가지 분류영역에 따라 분류한 것이다.
| 구분   | 유사점                                                 | 차이점                                                      |
| ------ | ------------------------------------------------------ | ----------------------------------------------------------- |
| 고정적 | - 감각기능 - 정보처리 - 학습의 유형 및 조건            | - 지능지수 - 인지 양식 - 심리사회적 특징 - 성별, 국가, 인종 |
| 변동적 | - 발달 과정 - 지적 - 언어 - 심리사회적 - 도덕적 - 기타 | - 발달 상태 - 지적 - 기타 - 선수학습 - 일반적 - 특수        |

### 고정적 유사점
감각기능
교수 설계자는 감각 기관의 능력과 한계를 파악해야 한다. 시청각 자료 제시, 상호 작용 교수 게임, 활동 패키지, 시뮬레이션의 성공은 적절한 영상, 색상, 청각 효과에 달려 있기 때문이다. 대상의 감각 기관의 능력과 한계를 알고, 교수 설계에 이를 반영하면 보다 효과적인 설계를 할 수 있다.
정보 처리
인간의 기본적인 정보 처리 능력은 지능, 전공, 나이에 따라 크기 변화하지 않는다. 정보 처리 특성에 대한 지식은 정보 처리 능력의 한계로 인해 야기되는 정보 과부하와 같은 문제를 피할 수 있도록 할 뿐 아니라, 개별 정보 단위들을 유의미하게 구성함으로써(chunking) 정보 처리 과정과 관련된 문제를 해결하도록 도울 수 있다.
학습의 유형 및 조건
Gagne는 학습 유형을 크기 언어적 정보, 지적 기능, 인지적 전략, 운동 기능, 태도로 구분하였다. 주어진 학습과제가 어떤 학습 유형에 해당하느냐에 따라 효과적인 학습을 이끌어낼 수 있는 학습 조건에 차이가 존재한다는 것이다.

### 고정적 차이점
지능지수
지능은 "학교 학습을 위한 적성"으로 정의된다. 교수설계자는 지능검사를 통해 교수 학습과 관련된 많은 요소를 추정하는 데 도움을 준다. 대상 학습자가 보다 많은 학습시간을 필요로 하는지, 이론적 수업보다는 실습을 필요로 하는지 등의 여부를 예측해 볼 수 있기 때문이다.
인지양식
인지 양식은 인지적 관점과 정보 처리 관점에서 개개인간의 존재하는 차이에 대한 정보를 제공해 준다. 인지 양식에 대한 정보는 학습자가 특정 학습 과제를 완전히 학습할 수 있는지 여부와 그 이유에 대해서 추리해볼 수 있는 근거를 제공해 준다. Ragan의 11가지 차원의 양식 중 교수설계에서는 장의존/장독립 인지양식, 수평형/수직형 인지 통제, 충동적/성찰적 인지 속도, 시각형/촉각형 지각 양식의 4가지가 유용하게 사용된다.
심리사회적 특징
학습에 대한 불안감, 학업적 자아개념, 통제의 소재 등은 비교적 고정적인 학습자간 차이점으로 분류된다.
- 학습에 대한 불안감: 학습자가 학습이나 평가에 대해서 가지고 있는 불안감
- 학업적 자아개념: 학습자가 학습자로서의 자기 자신에 대해서 가지고 있는 긍정적 혹은 부정적인 이미지
- 통제의 소재: 학습자가 학습의 결과, 즉 성공이나 실패의 원인을 어디에서 찾느냐와 관련된 문제

이와 같은 심리사회적 특징은 학습의 성취도에 유의미한 영향을 미칠 수 있기 때문에 교수설계에서 충분히 고려되어야 할 사항들이다.
성별, 국가, 인종
학습자는 어떠한 성별, 국가, 인종에 속하느냐에 따라 집단 소속감으로 인해 공통된 경험을 갖는 경향이 있기 때문에 이들 차이점을 고려해야 한다. 따라서 교수설계자는 대상 학습자들이 어떤 그룹의 구성원인지를 파악하여 이들에게 보다 이해하기 쉽고 관련성이 높은 맥락과 사례를 제공해야 한다.

### 변동적 유사점
지적 발달
Piaget의 이론에 따르면 인간은 동화와 조절의 반복을 통해 끊임없이 지적으로 발달하게 된다. 이는 개인에 국한된 현상이라기 보다는 대부분의 학습자가 공유하는 유사점에 속한다.
언어 발달
인간이 성장함에 동시에 언어적 발달이 이루어지게 된다. 언어 발달 역시 지적 발달과 마찬가지고 대부분의 사람에게서 동일한 변화의 과정을 보여주기 때문에 유사점에 속한다고 할 수 있다.
심리사회적 발달
Meslow는 인간의 욕구를 강도와 중요성에 따라 생리적인 욕구, 안전에 대한 욕구, 소속감과 사랑에 대한 욕구, 자존감에 대한 욕구, 자아 실현에 대한 욕구의 다섯 단계로 위계화하여 표현했다. 학습자의 욕구가 적절하게 충족될 수 있도록 교수 설계자는 교수 프로그램이 학습자의 기본적인 욕구와 부합하는지를 고려해야 한다.
도덕적 발달
학습자가 어떤 도덕적 발달 단계에 속하느냐에 따라 행위의 도덕성 유무를 판단하는 기준에 차이가 있으므로, 교수설계자는 특히 태도에 관련된 학습목표의 설계시 학습자의 도덕적 발달단계를 고려해야 한다.

### 변동적 차이점
시간에 따라 변화하는 사람들 사이의 차이점
지적 발달
인간은 발달 단계에 따라 사고 능력이 달라지게 된다. Piaget는 지적 발달을 추상적 사고 능력의 증가로 보고 감각운동기, 전조작기, 구체적 조작기, 형식적 조작기의 4단계로 나누어 단계별 특징을 분류하였다. 교수설계자들은 학습자의 지적 발달 상태를 파악하고, 이를 고려하여 수업을 설계해야 한다.
심리사회적 성장 정도
Erikson에 의하면 모든 인간은 유아기로부터 노년기에 이르기까지 약 8단계의 심리사회적 변화를 겪는다. 각 단계별로 중요시 되는 욕구들에는 차이가 있으며, 교수설계자는 이러한 욕구가 교수 맥락 안에서 충족되는지 혹은 위협받는지를 고려해야 한다.
일반적 선수 학습
선수학습이란 특정 능력을 학습하기 위해 어떤 학습이 이미 이루어져 있어야 하는가에 관한 문제로, 교수설계 시 가장 중요한 고려요소이다. 그 중에서도 일반적 선수학습이란 일반 세계 지식 등 학습자가 속한 연령, 문화, 교육과정 등을 통해 이미 알고있으리라고 예상되는 일반적 지식 혹은 기술을 의미한다.
특정 선수 학습
특정 선수 학습은 특정 과제 혹은 학습목표와 직접적으로 관련된 선수지식을 미한다. 교수설계자가 학습자의 선수지식 수준에 대해 많이 알수록 보다 효과적이고 효율적인 설계가 이루어진다.

## 참고 문헌
- 교육과학사(2006), 교육공학
- 아카데미프레스(2003), 체제적 교수설계
- 이화여자대학교 교육공학과(2008), 교육방법 및 교육공학
- 원미사(2002), 교수설계이론의 탐구

## 같이 보기
- 인지양식
- 지능
- 창의력
- 학습동기
- 자아개념